# Ayaka Furue
Ayaka Furue (古江 彩佳, Furue Ayaka), née le 27 mai 2000 à Kobe (Japon), est une golfeuse professionnelle japonaise.

## Biographie

### Famille et formation
Ayaka Furue naît et grandit au Japon. S'adonnant au golf dès ses jeunes années, entraînée par son père, elle devient l'un des grands espoirs de son pays en golf. Elle remporte de nombreux titres junior et est invité à prendre part en 2016 à l'Open du Japon où elle passe le cut.

### Carrière amateure
Intégrée dans l'équipe nationale du Japon à partir de 2017, elle remporte en 2019 en amateur son premier tournoi professionnel, le Fujitsu Ladies, sur le « Japan Ladies LPGA » ce qui l'incite à devenir professionnelle.

### Carrière professionnelle
Elle devient ainsi professionnelle sur le « Japan Ladies LPGA » en octobre 2019. Elle y est l'une des plus victorieuses du circuit avec sept victoires en deux années. Elle grimpe ainsi au classement mondial puis intègre le prestigieux circuit de la LPGA à partir de 2022. Elle remporte son premier titre lors de l'Open d'Écosse en 2022 devant Céline Boutier puis rejoint le cercle fermé des vainqueurs de tournoi majeur, en gagnant le Championnat Amundi Evian en 2024, comme seules le firent Hisako Higuchi (1977), Hinako Shibuno (2019) et Yuka Saso (2024).

## Palmarès

### Victoires professionnelles
| N° | Date       | Circuit principal | Tournoi                          | Score           | Par  | Marge   | Finaliste                 |
| -- | ---------- | ----------------- | -------------------------------- | --------------- | ---- | ------- | ------------------------- |
| 1  | 20/10/2019 | JLPGA             | Fujitsu Ladies                   | 67-65-67=199    | - 17 | 2 coups | Mone Inami Kana Mikashima |
| 2  | 20/09/2020 | JLPGA             | Descente Ladies Tokai Classic    | 66-67-68=201    | - 15 | Playoff | Hiroko Azuma              |
| 3  | 15/11/2020 | JLPGA             | Ito En Ladies Golf Tournament    | 69-65-70=204    | - 12 | Playoff | Miki Sakai                |
| 4  | 22/11/2020 | JLPGA             | Daio Paper Elleair Ladies Open   | 65-71-64-69=269 | - 15 | 3 coups | Lee Min-young             |
| 5  | 17/10/2021 | JLPGA             | Fujitsu Ladies                   | 65-67=132       | - 12 | Playoff | Minami Katsu              |
| 6  | 24/10/2021 | JLPGA             | Nobuta Group Masters GC Ladies   | 69-71-67-69=276 | - 12 | 1 coup  | Mao Saigo                 |
| 7  | 07/11/2021 | JLPGA             | Toto Japan Classic               | 68-67-68-69=272 | - 16 | 3 coups | Mone Inami                |
| 8  | 31/07/2022 | LPGA              | Trust Golf Women's Scottish Open | 69-68-68-62=267 | - 21 | 3 coups | Céline Boutier            |
| 9  | 16/10/2022 | JLPGA             | Fujitsu Ladies                   | 66-65-69=200    | - 16 | 1 coup  | Akie Iwai                 |
| 10 | 14/07/2024 | LPGA              | Championnat Amundi Evian         | 65-65-70-65=265 | - 19 | 1 coup  | Stephanie Kyriacou        |

### Résultats dans les tournois majeurs
| Tournoi                | 2020 | 2021 | Tournoi                | 2022 | 2023 | 2024 |
| ---------------------- | ---- | ---- | ---------------------- | ---- | ---- | ---- |
| ANA Inspiration        | -    | -    | Championnat Chevron    | 44e  | 52e  | 50e  |
| Championnat de la LPGA | -    | -    | Championnat de la LPGA | CUT  | 8e   | 19e  |
| Open américain         | CUT  | -    | Open américain         | CUT  | 6e   | 6e   |
| Championnat Evian      | -    | 4e   | Championnat Evian      | 19e  | 36e  | 1ère |
| Open britannique       | -    | 20e  | Open britannique       | CUT  | 21e  | 37e  |

CUT = A raté le cut

AB = abandon

Fond vert: victoire; Fond jaune: top 10.

source

## Classement WWGR en fin de saison
Le golf féminin a mis en place un classement mondial, nommé le Women's World Golf Rankings, introduit en 2006.
| Année        | 2016 | 2017 | 2018 | 2019 | 2020 | 2021 | 2022 | 2023 | 2024 |
| Rang mondial | 768e | 600e | 413e | 82e  | 16e  | 14e  | 22e  | 24e  | 8e   |